# 麥基鎮區 (伊利諾伊州亞當斯縣)
麥基鎮區（英語：McKee Township）是位於美國伊利諾伊州亞當斯縣的一個行政鎮區。

## 地方資料
根據2010年美國人口普查的數據，麥基鎮區的面積為93.50平方千米，當中陸地面積為92.90平方千米，而水域面積為0.60平方千米。當地共有人口169人，而人口密度為每平方千米1人。